# Wereldkampioenschap superbike van Imola 2003
Het wereldkampioenschap superbike van Imola 2003 was de elfde ronde van het wereldkampioenschap superbike en de tiende ronde van het wereldkampioenschap Supersport 2003. De races werden verreden op 28 september 2003 op het Autodromo Enzo e Dino Ferrari nabij Imola, Italië.
Chris Vermeulen werd gekroond tot kampioen in de Supersport-klasse met een tweede plaats in de race, wat genoeg was om zijn laatste concurrenten Katsuaki Fujiwara en Stéphane Chambon voor te kunnen blijven.

## Superbike

### Race 1
| Pos | Nr  | Rijder              | Constructeur | Rondes | Tijd        | Grid | Punten |
| --- | --- | ------------------- | ------------ | ------ | ----------- | ---- | ------ |
| 1   | 11  | Rubén Xaus          | Ducati       | 21     | 38:30.586   | 1    | 25     |
| 2   | 100 | Neil Hodgson        | Ducati       | 21     | +2.793      | 3    | 20     |
| 3   | 55  | Régis Laconi        | Ducati       | 21     | +8.778      | 2    | 16     |
| 4   | 10  | Gregorio Lavilla    | Suzuki       | 21     | +32.344     | 9    | 13     |
| 5   | 7   | Pierfrancesco Chili | Ducati       | 21     | +37.382     | 5    | 11     |
| 6   | 99  | Steve Martin        | Ducati       | 21     | +39.576     | 7    | 10     |
| 7   | 4   | Troy Corser         | Petronas     | 21     | +50.840     | 6    | 9      |
| 8   | 6   | Mauro Sanchini      | Kawasaki     | 21     | +1:00.616   | 14   | 8      |
| 9   | 5   | Ivan Clementi       | Kawasaki     | 21     | +1:01.306   | 11   | 7      |
| 10  | 20  | Marco Borciani      | Ducati       | 21     | +1:09.525   | 13   | 6      |
| 11  | 33  | Juan Borja          | Ducati       | 21     | +1:10.844   | 8    | 5      |
| 12  | 48  | David García        | Ducati       | 21     | +1:21.015   | 15   | 4      |
| 13  | 39  | Alessandro Gramigni | Yamaha       | 21     | +1:29.975   | 17   | 3      |
| 14  | 16  | Sergio Fuertes      | Suzuki       | 21     | +1:33.884   | 16   | 2      |
| 15  | 96  | Luca Pini           | Suzuki       | 21     | +1:44.014   | 20   | 1      |
| 16  | 29  | Giuseppe Zannini    | Ducati       | 20     | +1 ronde    | 22   |        |
| 17  | 22  | Horst Saiger        | Yamaha       | 20     | +1 ronde    | 21   |        |
| 18  | 91  | Walter Tortoroglio  | Honda        | 20     | +1 ronde    | 19   |        |
| 19  | 26  | Luca Pedersoli      | Ducati       | 20     | +1 ronde    | 24   |        |
| 20  | 98  | Gianmaria Liverani  | Yamaha       | 20     | +1 ronde    | 26   |        |
| 21  | 57  | Simone Conti        | Suzuki       | 20     | +1 ronde    | 25   |        |
| DNF | 19  | Lucio Pedercini     | Ducati       | 13     | Uitgevallen | 12   |        |
| DNF | 82  | Lorenzo Mauri       | Ducati       | 13     | Uitgevallen | 23   |        |
| DNF | 9   | Chris Walker        | Ducati       | 11     | Ongeluk     | 10   |        |
| DNF | 8   | James Haydon        | Petronas     | 5      | Uitgevallen | 18   |        |
| DNF | 52  | James Toseland      | Ducati       | 1      | Uitgevallen | 4    |        |
| DNF | 23  | Jiří Mrkývka        | Ducati       | 1      | Uitgevallen | 27   |        |

### Race 2
| Pos | Nr  | Rijder              | Constructeur | Rondes | Tijd        | Grid | Punten |
| --- | --- | ------------------- | ------------ | ------ | ----------- | ---- | ------ |
| 1   | 11  | Rubén Xaus          | Ducati       | 21     | 38:29.867   | 1    | 25     |
| 2   | 55  | Régis Laconi        | Ducati       | 21     | +12.038     | 2    | 20     |
| 3   | 10  | Gregorio Lavilla    | Suzuki       | 21     | +15.741     | 9    | 16     |
| 4   | 100 | Neil Hodgson        | Ducati       | 21     | +24.846     | 3    | 13     |
| 5   | 9   | Chris Walker        | Ducati       | 21     | +25.952     | 10   | 11     |
| 6   | 19  | Lucio Pedercini     | Ducati       | 21     | +51.778     | 12   | 10     |
| 7   | 4   | Troy Corser         | Petronas     | 21     | +55.582     | 6    | 9      |
| 8   | 6   | Mauro Sanchini      | Kawasaki     | 21     | +1:00.859   | 14   | 8      |
| 9   | 33  | Juan Borja          | Ducati       | 21     | +1:03.424   | 8    | 7      |
| 10  | 48  | David García        | Ducati       | 21     | +1:17.924   | 15   | 6      |
| 11  | 20  | Marco Borciani      | Ducati       | 21     | +1:31.807   | 13   | 5      |
| 12  | 39  | Alessandro Gramigni | Yamaha       | 21     | +1:34.712   | 17   | 4      |
| 13  | 16  | Sergio Fuertes      | Suzuki       | 21     | +1:43.592   | 16   | 3      |
| 14  | 22  | Horst Saiger        | Yamaha       | 20     | +1 ronde    | 21   | 2      |
| 15  | 96  | Luca Pini           | Suzuki       | 20     | +1 ronde    | 20   | 1      |
| 16  | 91  | Walter Tortoroglio  | Honda        | 20     | +1 ronde    | 19   |        |
| 17  | 57  | Simone Conti        | Suzuki       | 20     | +1 ronde    | 25   |        |
| DNF | 52  | James Toseland      | Ducati       | 15     | Ongeluk     | 4    |        |
| DNF | 98  | Gianmaria Liverani  | Yamaha       | 14     | Uitgevallen | 26   |        |
| DNF | 7   | Pierfrancesco Chili | Ducati       | 12     | Uitgevallen | 5    |        |
| DNF | 29  | Giuseppe Zannini    | Ducati       | 11     | Ongeluk     | 22   |        |
| DNF | 82  | Lorenzo Mauri       | Ducati       | 9      | Uitgevallen | 23   |        |
| DNF | 5   | Ivan Clementi       | Kawasaki     | 7      | Ongeluk     | 11   |        |
| DNF | 26  | Luca Pedersoli      | Ducati       | 6      | Uitgevallen | 24   |        |
| DNF | 8   | James Haydon        | Petronas     | 5      | Uitgevallen | 18   |        |
| DNF | 23  | Jiří Mrkývka        | Ducati       | 1      | Uitgevallen | 27   |        |
| DNF | 99  | Steve Martin        | Ducati       | 1      | Uitgevallen | 7    |        |

## Supersport
| Pos | Nr  | Rijder                   | Constructeur | Rondes | Tijd         | Grid | Punten |
| --- | --- | ------------------------ | ------------ | ------ | ------------ | ---- | ------ |
| 1   | 31  | Karl Muggeridge          | Honda        | 21     | 39:48.471    | 1    | 25     |
| 2   | 7   | Chris Vermeulen          | Honda        | 21     | +0.771       | 3    | 20     |
| 3   | 4   | Jurgen van den Goorbergh | Yamaha       | 21     | +7.380       | 5    | 16     |
| 4   | 3   | Stéphane Chambon         | Suzuki       | 21     | +10.035      | 2    | 13     |
| 5   | 116 | Sébastien Charpentier    | Honda        | 21     | +10.766      | 4    | 11     |
| 6   | 69  | Gianluca Nannelli        | Yamaha       | 21     | +13.884      | 8    | 10     |
| 7   | 84  | Tekkyu Kayoh             | Yamaha       | 21     | +15.870      | 7    | 9      |
| 8   | 9   | Iain MacPherson          | Honda        | 21     | +34.341      | 18   | 8      |
| 9   | 87  | Antonio Carlacci         | Yamaha       | 21     | +35.085      | 13   | 7      |
| 10  | 16  | Simone Sanna             | Yamaha       | 21     | +35.151      | 15   | 6      |
| 11  | 21  | Matthieu Lagrive         | Yamaha       | 21     | +35.266      | 16   | 5      |
| 12  | 93  | Christian Kellner        | Yamaha       | 21     | +40.252      | 12   | 4      |
| 13  | 18  | Robert Ulm               | Honda        | 21     | +44.370      | 11   | 3      |
| 14  | 8   | Jörg Teuchert            | Yamaha       | 21     | +53.157      | 14   | 2      |
| 15  | 89  | Alessandro Polita        | Yamaha       | 21     | +53.498      | 21   | 1      |
| 16  | 34  | Didier Van Keymeulen     | Kawasaki     | 21     | +56.687      | 23   |        |
| 17  | 63  | Valter Bartolini         | Honda        | 21     | +1:12.119    | 29   |        |
| 18  | 64  | Denis Sacchetti          | Yamaha       | 21     | +1:12.731    | 25   |        |
| 19  | 62  | Jury Proietto            | Honda        | 21     | +1:16.362    | 28   |        |
| 20  | 22  | Stefano Cruciani         | Kawasaki     | 19     | +2 ronden    | 26   |        |
| DNF | 42  | Shannon Johnson          | Honda        | 20     | Uitgevallen  | 22   |        |
| DNF | 83  | Kevin Curtain            | Yamaha       | 18     | Uitgevallen  | 10   |        |
| DNF | 17  | Pere Riba                | Kawasaki     | 11     | Uitgevallen  | 19   |        |
| DNF | 88  | Ivan Goi                 | Yamaha       | 9      | Uitgevallen  | 24   |        |
| DNF | 2   | Katsuaki Fujiwara        | Suzuki       | 6      | Ongeluk      | 6    |        |
| DNF | 11  | Arno Visscher            | Kawasaki     | 5      | Uitgevallen  | 30   |        |
| DNF | 1   | Fabien Foret             | Kawasaki     | 2      | Uitgevallen  | 9    |        |
| DNF | 71  | Werner Daemen            | Honda        | 2      | Uitgevallen  | 20   |        |
| DNS | 15  | Alessio Corradi          | Yamaha       | 0      | Niet gestart |      |        |
| DNS | 77  | Thierry van den Bosch    | Yamaha       | 0      | Niet gestart |      |        |

## Tussenstanden na wedstrijd

### Superbike
| Pos | Nr  | Rijder           | Team   | Punten |
| --- | --- | ---------------- | ------ | ------ |
| 1   | 100 | Neil Hodgson     | Ducati | 464    |
| 2   | 11  | Rubén Xaus       | Ducati | 341    |
| 3   | 55  | Régis Laconi     | Ducati | 257    |
| 4   | 52  | James Toseland   | Ducati | 240    |
| 5   | 10  | Gregorio Lavilla | Suzuki | 230    |

### Supersport
| Pos | Nr | Rijder                   | Team   | Punten |
| --- | -- | ------------------------ | ------ | ------ |
| 1   | 7  | Chris Vermeulen          | Honda  | 181    |
| 2   | 3  | Stéphane Chambon         | Suzuki | 126    |
| 3   | 4  | Jurgen van den Goorbergh | Yamaha | 120    |
| 4   | 2  | Katsuaki Fujiwara        | Suzuki | 119    |
| 5   | 31 | Karl Muggeridge          | Honda  | 109    |

2001 · 2002 · 2003 · 2004 · 2005 · 2006 · 2009 · 2010 · 2011 · 2012 · 2013 · 2014 · 2015 · 2016 · 2017 · 2018 · 2019 · 2023